# Stigmella lurida
Stigmella lurida là một loài bướm đêm thuộc họ Nepticulidae. Loài này có ở Tadzhikistan.
Ấu trùng có thể ăn Salix species.